# Peter Gyllan
Peter Gyllan (ur. 1950 w Toruniu) – duński grafik i designer polskiego pochodzenia.

## Życiorys
Urodził się w Toruniu jako Piotr Gąsiorowski. Studiował historię sztuki na Uniwersytecie Warszawskim, w 1971 podczas wakacji wyjechał do Londynu, postanowił wówczas pozostać na emigracji. Rok później przeprowadził się do Danii, gdzie ukończył studia w zakresie grafiki użytkowej na The Royal Danish Art Academy’s School of Architecture w Kopenhadze. W latach 1978–1985 pracował jako projektant systemów identyfikacji w koncernie A/S Modulex (Lego). W 1985 otworzył własną pracownię graficzną "Gyllan Studio" w Kopenhadze, gdzie projektował plakaty dotyczące przedstawień baletowych i filmowych oraz grafiką przemysłową dla firmy B&O Company. Tworzył też layouty kalendarzy i czasopism m.in. "Rum & Form" oraz systemy identyfikacji wizualnej. Od prowadzonych w 1988 wykładów gościnnych w The Nova Scotia College of Art & Design w Kanadzie skupił się na pracy dydaktycznej, w latach 1989–1992 był dziekanem Wydziału Projektowania Graficznego w Danmarks Design Skole (Royal Danish Art Academy’s School of Design), obecnie nadal tam wykłada. Ponadto zajmuje się typografią i projektowaniem znaków graficznych. Jest wykładowcą Danmarks Designskole w Kopenhadze, regularnie publikuje na temat grafiki na łamach ukazującego się w Monachium miesięcznika "Novum", którego jest korespondentem. Jego felietony ukazują się również w czasopismach Creative Review (Wielka Brytania), Designmatters (Dania) oraz polskiego magazynu "2+3D". Jest również autorem książek dotyczących projektowania i grafiki, laureat wielu włoskich i duńskich nagród w zakresie wzornictwa.

## Twórczość
Tworzy grafikę użytkową, jego prace znajdują się w Design Museum Danmark, Muzeum Narodowym w Poznaniu i Archiwum Emigracji w Toruniu. 